# Franz Retz
Franz Retz (ur. 13 września 1673 w Pradze, zm. 19 listopada 1750 w Rzymie) – przełożony generalny Towarzystwa Jezusowego.
Po wstąpieniu do jezuitów w 1689 i ukończeniu nowicjatu, studiował filozofię (1692–1694) i teologię (1700–1703) w Ołomuńcu. Uzyskał doktorat z filozofii (Ołomuniec, 1703) i teologii (Praga, 1709). Wkrótce po rozpoczęciu pracy jako wykładowca został wezwany do Rzymu do prac administracyjnych w zakonie. Był prowincjałem Bohemii (1718–1720), rektorem wyższej szkoły w Pradze (1720–1723). W 1725 został wezwany do Rzymu przez generała Tamburiniego, aby pełnić funkcję asystenta Europy Centralnej i wikariusza generalnego. Po śmierci Tamburiniego (1730) zwołał kongregację generalną Towarzystwa Jezusowego.
XVI Kongregacja Generalna wybrała go na przełożonego generalnego prawie jednogłośnie (68 głosów z 70). Jego sprawna administracja wniosła wiele w rozkwit zakonu. Za jego rządów kanonizowano Jana Franciszka Regisa (1738), co przyczyniło się do promocji misji ludowych. Generalat Retza przypadł być może na najspokojniejszy okres w historii jezuitów. Misje zamorskie intensywnie się rozwijały. Towarzystwo Jezusowe wzrastało liczebnie. W chwili śmierci Retza było 39 prowincji, 24 domy profesów, 669 kolegiów, 61 nowicjatów, 335 rezydencji, 273 stacje misyjne, 176 seminariów, i 22 589 jezuitów, z czego 11 293 kapłanów.